# Bagnolo Mella
Bagnolo Mella là một đô thị ở tỉnh Brescia trong vùng Lombardia, Italia.
Các đô thị giáp ranh: Capriano del Colle, Dello, Ghedi, Leno, Manerbio, Montirone, Offlaga, Poncarale